# Sato Sota
Sota Sato (sinh ngày 21 tháng 4 năm 1999) là một cầu thủ bóng đá người Nhật Bản.

## Sự nghiệp câu lạc bộ
Sota Sato đã từng chơi cho Giravanz Kitakyushu.